# Ferenc Graefe
Ferenc Graefe (* 1984 in Berlin) ist ein deutscher Film- und Fernsehschauspieler.

## Biografie
Graefe wuchs in Berlin auf. Als Jugendlicher war er dort Mitglied im PSV Olympia, wo er im Bereich Leichtathletik an verschiedenen Turnieren teilnahm, sowie beim Berliner TSC, bei dem er nach wie vor als Schwimmer aktiv ist. An seiner Schule besuchte er einen Theaterkurs, bevor er in einem Video-Clip der Berliner Girl-Band Samajona erste schauspielerische Erfahrungen vor der Kamera machte.
Seit 2001 ist er als Schauspieler für Film und Fernsehen tätig. Er spielte zunächst die Rolle des Matze Duncker in der RTL-Produktion Gute Zeiten, schlechte Zeiten (2001/2002). Seine erste größere Rolle hatte er dann in der ZDF-Fernsehserie Sabine!, in der er Paul Leitmayer, den Sohn des Schuldirektors, spielte, der sich in seine Oberstufenlehrerin Sabine (Bojana Golenac) verliebt. Eine weitere durchgehende Hauptrolle hatte er in der ZDF-Fernsehserie Fünf Sterne (2005–2006). Er spielte den blinden Pianisten Andreas Lindbergh, einen der Söhne des Hotelbesitzers Albrecht Lindbergh (Reiner Schöne).
In dem Fernsehfilm Helen, Fred und Ted (2005) spielte er an der Seite von Nina Kronjäger und Jürgen Tonkel die Rolle des Devid Kristensen, den älteren Sohn eines Ehepaars, das sich einer Familientherapie unterzieht. 2006 und 2007 war er in der Rolle des Klavierlehrers Brian Mahone in zwei Fernsehfilmen der ZDF-Reihe Unsere Farm in Irland zu sehen. In dem Fernsehfilm Eine halbe Ewigkeit (2011) spielte er neben Liv Lisa Fries in einer filmischen Schwarz-Weiß-Rückblende die Rolle des jungen Harry Berg.
In der ZDF-Fernsehserie Forsthaus Falkenau hatte er in den Jahren 2012–2013 eine durchgehende Rolle als Polizist Tobias Stammberger. Graefe war zudem immer wieder in Episodenrollen, u. a. in den Serien Der Bulle von Tölz (2006) und SOKO 5113 (2011; als Münchner Kanalguide Eddie Grünberg), zu sehen.
In einer Filmdokumentation des Südwestrundfunks aus der Reihe „Wer hat Rheinland-Pfalz gemacht? Auf in die schwarzweißen Jahre“ verkörperte Graefe die Rolle des Fußballspielers Horst Eckel.
2015 hatte er eine der Hauptrollen in dem Kinofilm Meier Müller Schmidt (Regie: Sebastian Peterson); er spielt darin den 27-jährigen Julian. Der in Berlin und Potsdam produzierte Kinofilm hat seine Premiere bei den Internationalen Hofer Filmtagen und war dort im Rahmen der Verleihung des „Förderpreises Neues Deutsches Kino“ als „Bester Film“ nominiert.
Im März 2017 war Graefe in der ZDF-Krimiserie SOKO Stuttgart in einer Episodenrolle zu sehen; er spielte Titus Lagerbloom, den tatverdächtigen Sohn eines ermordeten Sportarztes.
Graefe ist Mitglied im Bundesverband der Film- und Fernsehschauspieler.
Er studierte parallel zu seiner Schauspielertätigkeit von 2006 bis 2012 Architektur an der TU Berlin. Sein Studium schloss er 2012 mit dem Titel Master of Science Architecture und dem Eintrag in die Architektenkammer ab. Graefe arbeitet seit 2012, neben seiner Tätigkeit als Schauspieler, als Architekt in Berlin. Er lebt in Potsdam.

## Filmografie (Auswahl)
- 2001–2002: Gute Zeiten, schlechte Zeiten (Fernsehserie)
- 2004: Die Brüder (Kinokurzfilm)
- 2004–2005: Sabine! (Fernsehserie)
- 2005–2006: Fünf Sterne (Fernsehserie)
- 2006: Helen, Fred und Ted (Fernsehfilm)
- 2006: Unser Charly (Fernsehserie)
- 2006: Der Bulle von Tölz: Kochkünste
- 2007: Unsere Farm in Irland: Wolken über der Küste (Fernsehfilm)
- 2007: Unsere Farm in Irland: Neue Zeiten (Fernsehfilm)
- 2009: Profile des 30-jährigen Krieges (Spielfilm-Dokumentation)
- 2010: Spitzname Windhund: Horst Eckel und die große Fußballwelt (Spielfilm-Dokumentation)
- 2011: SOKO 5113: Bis(s) in alle Ewigkeit (Fernsehserie)
- 2011: Eine halbe Ewigkeit (Fernsehfilm)
- 2013: Forsthaus Falkenau (Fernsehserie)
- 2015: Meier Müller Schmidt (Kinofilm)
- 2015: Chicago – A legal Affair (Kinokurzfilm)
- 2017: SOKO Stuttgart: Spielfeld des Todes (Fernsehserie)
- 2018: Lux – Krieger des Lichts (Kinofilm)
- 2023: SOKO Wismar: Der Heimkehrer (Fernsehserie)